# Johan Boonen
Johan Boonen (6 januari 1939) is een Belgisch classicus, vertaler en toneelauteur. Hij werkte ook voor radio, televisie en film.
Boonen werd bekend met absurdistisch-existentialistische theaterstukken als De bokken (1973) en Jozef Vek (1975), die hem de driejaarlijkse Staatsprijs voor Toneelliteratuur opleverden (1976). Ondertussen was hij reeds begonnen met het vertalen-bewerken van eigentijds en klassiek toneel voor de theaterpraktijk: Jean Anouilh, Aischylos, later ook Sofokles, Euripides, Shakespeare en John Barton. Tot zijn bekendste tv-scenario's behoren Maria Speermalie (1978), De Burgemeester van Veurne (1984) en Léon Spilliaert (1996).
Daarnaast doceerde Boonen tekstanalyse en theaterschriftuur aan het HRITCS. Van 1963 tot 1987 was hij leraar klassieke talen, antieke cultuur, Nederlands en esthetica in het Maria-Boodschaplyceum in Brussel. Al maakte hij zijn 'officiële' theaterdebuut in 1969 bij de KVS met een adaptatie van Sofokles' Oidipoes, eigenlijk debuteerde hij op het lyceum met zijn in april 1966 opgevoerde stuk Mundo Novo.
De vertalingen van Boonen zijn gericht op speelbaarheid. Ze combineren eenvoudige taal met poëtische kracht en stellen contextuele boven filologische getrouwheid. In 2016-18 werden zijn elf vertalingen van Griekse tragedies gebundeld heruitgegeven.

## Publicaties
- Oidipoes, tiran van Thebe, 1972 (herzien 1984)
- Jean Anouilh. De goudvissen, of Mijn vader is een held, 1972
- Agamemnon, 1974 (herzien 1989)
- De bokken, 1973
- Antigone, 1975 (herzien 1984)
- Jozef Vek, 1976
- Anna, Anna, 1977
- De storm, 1977
- Medea, 1979 (herzien 1989)
- De blijde intrede van Kristus in Brussel, 1979
- De blauwe maarschalk, 1982
- Oidipoes te Kolonos, 1985
- Gisteren en morgen voorbij. Tweemaal vier opstellen over de oudheid, 1987 (met Constant De Vocht en Viktor D'Huys)
- Elektra, 1990
- Ajax/Antigone, 1991 (bewerking met Ivo Van Hove)
- Hamlet, 1991
- Bevers, 1992
- De Trojaanse vrouwen, 1996
- Ter memorie. Oudheid dichten en vertalen, 1997
- Een Midzomernachtdroom, 1997
- John Barton. Tantalus, 2003
- De Grieken (3 dln.):
  - Oorlog, 2016 (Agamemnoon - Ajax - Filoktetes - Trojaanse vrouwen)
  - Bestemming, 2017 (Oidipoes, tiran van Thebe - Oidipoes te Kolonos - Antigone)
  - Bloed, 2018 (Elektra - Medea - Bacchanten - Alkestis)